# Sarāb-e Tīzān
Sarāb-e Tīzān (persiska: سراب تیزان, Sarāb-e Tīrān) är en ort i Iran.   Den ligger i provinsen Kermanshah, i den västra delen av landet, 500 km väster om huvudstaden Teheran. Sarāb-e Tīzān ligger 1 342 meter över havet och antalet invånare är 173.
Terrängen runt Sarāb-e Tīzān är platt österut, men västerut är den kuperad. Runt Sarāb-e Tīzān är det ganska tätbefolkat, med 149 invånare per kvadratkilometer. Närmaste större samhälle är Kūzarān-e Sanjābī, 1,9 km söder om Sarāb-e Tīzān. Trakten runt Sarāb-e Tīzān består till största delen av jordbruksmark.